# Ascionana rhipis
Ascionana rhipis is een pissebed uit de familie Paramunnidae. De wetenschappelijke naam van de soort is voor het eerst geldig gepubliceerd in 1999 door Shimomura & Mawatari.